# Taseopteryx triangularis
Taseopteryx triangularis är en fjärilsart som beskrevs av W. Warren 1888. Taseopteryx triangularis ingår i släktet Taseopteryx och familjen nattflyn. Inga underarter finns listade i Catalogue of Life.